# Kanton Orléans-Bannier
Kanton Orléans-Bannier (francouzsky Canton d'Orléans-Bannier) je francouzský kanton v departementu Loiret v regionu Centre-Val de Loire. Tvoří ho pouze severozápadní část města Orléans (čtvrti Blossières - Murlins, Acacias, Châteaudun - Faubourg-Bannier a Gare).